# Теорема Кейсі

Теорема Кейсі — теорема в геометрії Евкліда, що узагальнює нерівність Птолемея. Названа за іменем ірландського математика Джона Кейсі.

## Формулювання
Нехай {\displaystyle O} — коло радіуса {\displaystyle R}. Нехай {\displaystyle O_{1},O_{2},O_{3},O_{4}} — (в зазначеному порядку) чотири кола, що не перетинаються, які лежать всередині {\displaystyle O} і дотичні до нього. Позначимо через {\displaystyle t_{ij}} довжину відрізка між точками дотику зовнішньої спільної дотичної кіл {\displaystyle O_{i},O_{j}}. Тоді:
{\displaystyle t_{12}\cdot t_{34}+t_{14}\cdot t_{23}=t_{13}\cdot t_{24}.}
У виродженому випадку, коли всі чотири кола зводяться до точок (кіл радіуса 0), виходить точно теорема Птолемея.

### Зауваження
Теорема Кейсі справедлива також у більш загальних випадках:
1. Чотири кола можуть мати не тільки внутрішній (як розібрано вище), а і зовнішній дотик до спільного кола;
2. шість попарних дотичних до цих чотирьох кіл також можуть бути як зовнішніми, так і внутрішніми (як показано на рисунку нижче).

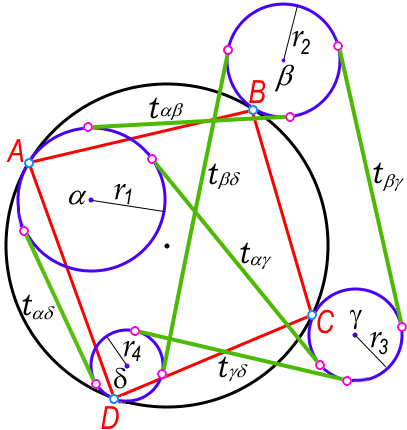
Теорема Кейсі

При цьому виконується звичайна формула теореми Кейсі:
{\displaystyle t_{\alpha \beta }t_{\gamma \delta }+t_{\beta \gamma }t_{\delta \alpha }=t_{\alpha \gamma }t_{\beta \delta }}.
- У виродженому випадку, коли три з чотирьох кіл зводяться до точок (кіл радіуса 0), і одна сторона чотирикутника вироджується в точку, а три сторони чотирикутника, що залишилися утворюють рівносторонній трикутник, виходить точно узагальнена теорема Помпею.
- У виродженому випадку, коли всі чотири кола зводяться до точок (кіл радіуса 0), в останньому випадку також виходить теорема Птолемея.